# The Little Mermaid (banda sonora)
The Little Mermaid:  Original Walt Disney Records Soundtrack es la banda sonora de la película animada de Disney de 1989, The Little Mermaid. Contiene las canciones de la película escritas por Alan Menken y Howard Ashman, así como la partitura de la película compuesta por Alan Menken. La partitura fue orquestada por Thomas Pasatieri. El álbum ha logrado ventas multiplatino y ganó el Premio Grammy a la Mejor Grabación para Niños. El álbum incluye grabaciones de la música que ganó el Grammy a la Mejor Composición Instrumental Escrita para una Película o para Televisión ("Under the Sea"), los Premios de la Academia a la Mejor Banda Sonora Original y Mejor Canción Original ("Under the Sea") y el Globo de Oro a la Mejor Banda Sonora Original.
La banda sonora fue lanzada por primera vez por Walt Disney Records el 19 de octubre de 1989, tanto en CD como en cinta de casete. El 22 de noviembre de 1994, el álbum se incluyó en una caja de cuatro discos titulada The Music Behind the Magic: The Musical Artistry of Alan Menken, Howard Ashman & Tim Rice. La caja incluía cintas de trabajo y demostraciones entrelazadas con la banda sonora original terminada. La banda sonora (sin las demos ni las cintas de trabajo) se relanzó con un diseño gráfico diferente el 14 de octubre de 1997 y se lanzó internacionalmente el 31 de octubre de 2000, en un paquete doble con la banda sonora de La sirenita 2: regreso al mar.< El 3 de octubre de 2006, se lanzó una nueva versión de edición especial de dos discos de la banda sonora para corresponder con el lanzamiento en DVD de dos discos Platinum Edition de The Little Mermaid. El primer disco sigue siendo idéntico al lanzamiento original, pero con audio remasterizado, mientras que el segundo disco recién agregado está compuesto por varias versiones recién grabadas de las canciones de la película por diferentes artistas, como Ashley Tisdale, Raven-Symoné, The Jonas Brothers y Jessica Simpson. También incluyó dos videos musicales, así como una nueva portada.< The Legacy Collection: The Little Mermaid se lanzó como un álbum de dos discos el 24 de noviembre de 2014, coincidiendo con el vigésimo quinto aniversario de la película.

## Recepción
A partir de febrero de 2007, el álbum está certificado 6× Platino por la RIAA. En 2010, Rhapsody la calificó como una de las mejores bandas sonoras de Disney y/o Pixar de todos los tiempos.

## Lista de canciones
Todas las letras escritas por Howard Ashman, toda la música compuesta por Alan Menken. 
| N.º | Título                              | Artista(s)       | Duración |  |
| 1.  | «Fathoms Below»                     | Ship's Chorus    | 1:41     |  |
| 2.  | «Main Titles» (Score)               |                  | 1:26     |  |
| 3.  | «Fanfare» (Score)                   |                  | 0:27     |  |
| 4.  | «Daughters of Triton»               | Kimmy Robertson  | 0:38     |  |
| 5.  | «Part of Your World»                | Jodi Benson      | 3:13     |  |
| 6.  | «Under the Sea»                     | Samuel E. Wright | 3:12     |  |
| 7.  | «Part of Your World (Reprise)»      | Jodi Benson      | 2:15     |  |
| 8.  | «Poor Unfortunate Souls»            | Pat Carroll      | 4:49     |  |
| 9.  | «Les Poissons»                      | René Auberjonois | 1:33     |  |
| 10. | «Kiss the Girl»                     | Samuel E. Wright | 2:41     |  |
| 11. | «Fireworks» (Score)                 |                  | 0:38     |  |
| 12. | «Jig» (Score)                       |                  | 1:32     |  |
| 13. | «The Storm» (Score)                 |                  | 3:18     |  |
| 14. | «Destruction of the Grotto» (Score) |                  | 1:52     |  |
| 15. | «Flotsam and Jetsam» (Score)        |                  | 1:22     |  |
| 16. | «Tour of the Kingdom» (Score)       |                  | 1:24     |  |
| 17. | «Bedtime» (Score)                   |                  | 1:20     |  |
| 18. | «Wedding Announcement» (Score)      |                  | 2:16     |  |
| 19. | «Eric to the Rescue» (Score)        |                  | 3:40     |  |
| 20. | «Happy Ending»                      | Disney Chorus    | 3:11     |  |